# NGC 3443
NGC 3443 (również PGC 32671 lub UGC 6000) – galaktyka spiralna (Scd), znajdująca się w gwiazdozbiorze Lwa. Odkrył ją Lewis A. Swift 24 kwietnia 1887 roku.